# Jerónimo de León
Jerónimo de León (¿?-Valladolid, 26 de junio de 1629) fue un compositor y maestro de capilla español.
No debe ser confundido con Jerónimo de Carrión y León (1660–1721), compositor y maestro de capilla español del Barroco.

## Vida
No hay mucha información del maestro León. Se desconoce tanto su lugar como su fecha de nacimiento, así como cual fue su formación musical.
Las primeras noticias que se tienen él son de su magisterio en Medina del Campo. En 1620 el maestro de capilla de la Catedral de Oviedo, Juan de León, había partido para ocupar magisterio de la Catedral de Segovia, dejando una recomendación para Jerónimo de León, que en ese momento era maestro de Medina del Campo. El cabildo ovetense aceptó la recomendación y Jerónimo de León llegó a Oviedo el 23 de marzo de 1620. Solo permaneció dos semanas, ya que el 7 de abril solicitaba licencia para regresar a Medina del Campo, donde le había aumentado el salario.
En 1622 opositó sin éxito al magisterio de la Catedral de Plasencia, vacante tras el fallecimiento de Simón de Herrera. En el examen se enfrentó a Diego de Grados, sustituto del maestro de capilla de la Catedral de Sevilla; Manuel Rodríguez Galván, maestro de la Catedral de Badajoz; Juan de Riscos, maestro de la Colegiata de Úbeda; y Diego de Pontac, que en ese momento se encontraba en Madrid. El tribunal, con el examinador Diego de Bruceña, se decidió por Diego de Grados.
Permaneció en Medina del Campo hasta su partida a la Colegiata de Berlanga de Duero, cuyo cabildo le había ofrecido el magisterio en una carta el 3 de octubre de 1623. Permaneció dos años en Berlanga de Duero para volver a Medina del Campo. En Berlanga ocupó su vacante Gabriel de la Guardia el 16 de mayo de 1625.
Esta tercera estancia de León en Medina del Campo fue desde el 5 de mayo de 1625 a finales de febrero de 1626, fecha en la que decide regresar a Berlanga, donde solo permaneció hasta 1627.
El 5 de noviembre de 1627 el maestro Ruiz de Robledo vacaba el magisterio de la Catedral de Valladolid, para ocupar una canonjía en la Colegiata de Berlanga. El maestro Robledo recomendó a León para ocupar la vacante, por lo que el nuevo maestro fue recibido el 5 de noviembre de 1627 en su nuevo cargo en Valladolid.
No hay muchas noticias suyas en Valladolid, aunque el 11 de septiembre de 1628 se le aumentó el salario en 500 reales, pero advirtiendo «que no ha de dar otra ayuda de costa en las fiestas que este año se ofrecen». Posteriormente obtendría una media ración que había quedado vacante, por lo que renunció a su salario como maestro de capilla. La adjudicación de la media ración desencadenó una grave revuelta entre los músicos, por lo que se llegó a despedir a los involucrados.
Falleció en el cargo en Valladolid el 26 de junio de 1629, solo quince días después de haber conseguido la media prebenda. Sus honras fúnebres fueron realizadas en la misma catedral al día siguiente. León había testado solo un día antes de su fallecimiento, dejando sus libros a la catedral. Su biblioteca consistía en 41 volúmenes impresos —en total, al menos 63 colecciones; 4 o 5 volúmenes manuscritos; 6 tratados de teoría musical; y «doce legajos de villancicos de todas fiestas que despacio se han de ver”; “un cartapacio de letras solas grande de a pliego», además de otros papeles sueltos. La donación representa el 60% de la biblioteca de música de los archivos de la Catedral de Valladolid.

## Obra
No se conservan apenas composiciones de Jerónimo de León. Es posible que sean suyas O beata a 8 voces y Ay, Jesús, qué dulce penar a 8, que todavía se conservan. En su legado también se mencionan una Misa y un Magnificat suyos que se han perdido.